# Eric Alexander
Eric Alexander, né le 14 avril 1988 à Pittsburgh en Pennsylvanie, est un joueur international américain de soccer. Il évolue au poste de milieu de terrain.

## Biographie
Après une carrière honorable en NCAA, Alexander est repêché en 44e position lors du MLS SuperDraft 2010 par le FC Dallas.
Il est échangé contre Jeremy Hall des Timbers de Portland le 19 août 2011.
Après deux années complètes aux New York Red Bulls, il rejoint l'Impact de Montréal fin janvier 2015, avec son coéquipier Ambroise Oyongo en échange de Felipe et de la première place dans la liste d'allocation. Après une saison et demie à Montréal, Alexander fait l'objet d'une transaction où il rejoint le Houston Dynamo en échange d'un montant d'allocation.
À l'issue de la saison 2018, il est sélectionné par le FC Cincinnati pour sa saison inaugurale de MLS, lors du repêchage d'expansion.

## Palmarès
FC Dallas
- Champion de la Conférence Ouest de la MLS en 2010

 Impact de Montréal
- Finaliste du Championnat canadien en 2015

 Dynamo de Houston
- Vainqueur de la Lamar Hunt US Open Cup en 2018

## Statistiques

### En club
| Saison                | Club                              | Championnat           | Championnat | Championnat | Coupe(s) nationale(s) | Coupe(s) nationale(s) | Compétition(s) continentale(s) | Compétition(s) continentale(s) | Compétition(s) continentale(s) | Séries | Séries | Total | Total |
| Saison                | Club                              | Division              | M.          | B.          | M.                    | B.                    | Comp.                          | M.                             | B.                             | M.     | B.     | M.    | B.    |
| 2010                  | FC Dallas                         | MLS                   | 17          | 2           | 1                     | 0                     | -                              | -                              | -                              | 2      | 0      | 20    | 2     |
| 2011                  | FC Dallas                         | MLS                   | 22          | 0           | 2                     | 0                     | LCC                            | 3                              | 0                              | -      | -      | 27    | 0     |
| 2011                  | Timbers de Portland               | MLS                   | 6           | 0           | -                     | -                     | -                              | -                              | -                              | -      | -      | 6     | 0     |
| 2012                  | Timbers de Portland               | MLS                   | 24          | 0           | 1                     | 0                     | -                              | -                              | -                              | -      | -      | 25    | 0     |
| 2013                  | Red Bulls de New York             | MLS                   | 34          | 4           | 2                     | 0                     | -                              | -                              | -                              | 2      | 1      | 38    | 5     |
| 2014                  | Red Bulls de New York             | MLS                   | 34          | 2           | 1                     | 0                     | LCC                            | 3                              | 0                              | 5      | 0      | 43    | 2     |
| 2015                  | Impact de Montréal                | MLS                   | 20          | 0           | 3                     | 0                     | LCC                            | 0                              | 0                              | 0      | 0      | 23    | 0     |
| 2016                  | Impact de Montréal                | MLS                   | 12          | 0           | 2                     | 0                     | -                              | -                              | -                              | -      | -      | 14    | 0     |
| 2016                  | Dynamo de Houston                 | MLS                   | 10          | 0           | 0                     | 0                     | -                              | -                              | -                              | -      | -      | 10    | 0     |
| 2017                  | Dynamo de Houston                 | MLS                   | 17          | 0           | 0                     | 0                     | -                              | -                              | -                              | -      | -      | 17    | 0     |
| 2018                  | Dynamo de Houston                 | MLS                   | 21          | 1           | 2                     | 0                     | -                              | -                              | -                              | -      | -      | 23    | 1     |
| 2017                  | Toros de Rio Grande Valley (prêt) | USL                   | 1           | 0           | -                     | -                     | -                              | -                              | -                              | -      | -      | 1     | 0     |
| 2019                  | FC Cincinnati                     | MLS                   | 6           | 0           | 2                     | 0                     | -                              | -                              | -                              | -      | -      | 8     | 0     |
| 2019                  | FC Dallas                         | MLS                   | 0           | 0           | -                     | -                     | -                              | -                              | -                              | -      | -      | 0     | 0     |
| Total sur la carrière | Total sur la carrière             | Total sur la carrière | 224         | 9           | 16                    | 0                     | -                              | 6                              | 0                              | 9      | 1      | 255   | 10    |